# Municipio de Nauvoo
El municipio de Nauvoo (en inglés: Nauvoo Township) es un municipio ubicado en el condado de Hancock en el estado estadounidense de Illinois. En el año 2010 tenía una población de 1156 habitantes y una densidad poblacional de 70,12 personas por km².

## Geografía
El municipio de Nauvoo se encuentra ubicado en las coordenadas 40°33′5″N 91°22′52″O / 40.55139, -91.38111. Según la Oficina del Censo de los Estados Unidos, el municipio tiene una superficie total de 16.49 km², de la cual 10,1 km² corresponden a tierra firme y (38,73 %) 6,38 km² es agua.

## Demografía
Según el censo de 2010, había 1156 personas residiendo en el municipio de Nauvoo. La densidad de población era de 70,12 hab./km². De los 1156 habitantes, el municipio de Nauvoo estaba compuesto por el 97,58 % blancos, el 0,61 % eran afroamericanos, el 0,26 % eran amerindios, el 0,43 % eran isleños del Pacífico, el 0,26 % eran de otras razas y el 0,87 % eran de una mezcla de razas. Del total de la población el 1,56 % eran hispanos o latinos de cualquier raza.